# Landengte van Avalon
De Landengte van Avalon (Engels: Isthmus of Avalon) is een landengte (istmus) van het Oost-Canadese eiland Newfoundland. Ze verbindt het grote, zuidoostelijke schiereiland Avalon met de rest van het eiland. De landengte is 45 km lang en is op zijn smalste punt slechts 3,6 km breed.

## Geografie
De istmus wordt in het noorden begrensd door de Trinity Bay (inclusief de Bull Arm) en in het zuiden door de Placentia Bay; twee van Newfoundlands grootste baaien. In het uiterste noorden, tussen het kleine Come By Chance-estuarium en de zuidrand van Sunnyside, kent de landengte haar smalste punt (3,6 km). De 45 km lange istmus is gemiddeld genomen een tiental kilometer breed.
Het schiereiland Avalon zelf is tussen Grates Cove en Point Lance met 175 km op z'n breedst. De as tussen die beide plaatsen ligt amper 12 km ten westen van de zuidrand van de istmus, die op dat punt ter contrast slechts 12,5 km breed is. Het schiereiland Avalon is economisch van groot belang voor de rest van Newfoundland, onder andere door de aanwezigheid van de Metropoolregio St. John's. Daardoor is de landengte een belangrijke natuurlijke verbinding, die doorkruist wordt door de Trans-Canada Highway (NL-1), de belangrijkste verkeersader van het eiland.

### Plaatsen
De landengte telt zeven gemeenten (towns): Come By Chance, Arnold's Cove, Southern Harbour en Long Harbour-Mount Arlington Heights aan de westkust en Chance Cove, Norman's Cove-Long Cove en Chapel Arm (gedeeltelijk) aan de oostkust. De istmus kent ook zes gemeentevrije dorpen, namelijk Little Harbour East, Arnold's Cove Station en Fair Haven aan de westkust en Bellevue, Bellevue Beach en Thornlea aan de oostkust.

## Demografie
De Landengte van Avalon telde in 2001 zo'n 4.700 inwoners. Net zoals de meeste relatief afgelegen gebieden op Newfoundland, kent ook de istmus een demografische achteruitgang. In 2016 telde de Landengte van Avalon nog slechts zo'n 3.800 inwoners. Dat komt neer op een daling van bijna een vijfde in vijftien jaar tijd.
Met 949 inwoners (2016) is Arnold's Cove bij verre de grootste plaats op de landengte. Het dorp is goed voor ongeveer een vierde van het totale inwoneraantal.